# Таракановский, Панфил Евгеньевич
Панфил Евгеньевич Таракановский — звеньевой семеноводческого совхоза «Сибиряк» Министерства совхозов СССР Тулунского района Иркутской области, Герой Социалистического Труда (1948).

## Биография
Родился в Тулунском районе Иркутской области в семье крестьян-переселенцев. Работал в известном на всю Иркутскую область совхозе-миллионере «Сибиряк». Указом Президиума Верховного Совета СССР от 3 мая 1948 года наряду с другими работниками семеноводческого совхоза «Сибиряк» — Таракановскому Панфилу Евгеньевичу — звеньевому, получившему урожай ржи 30,8 центнера с гектара, было присвоено звание Героя Социалистического Труда с вручением ордена Ленина и золотой медали «Серп и Молот».